# 김용호 (1965년)
김용호(金勇昊, 1965년 2월 2일 ~)는 고위 행정공무원 출신으로 제10대 헌법재판소 사무차장을 지낸 대한민국의 공무원이다.
서울대학교 경제학과를 졸업하고 서울대학교 대학원에서 행정학 석사를 마친 뒤, 37회 행정고등고시에 합격하여 1994년부터 통상산업부에서 공직생활을 시작했다. 그후 재정경제부, 기획예산처, 기획재정부, 고용노동부 등에서 두루 활동하였다. 2018년 2월부터 헌법재판소에서 기획조정실장으로 활동하였고, 2024년 12월에 문형배 헌법재판소장 권한대행에 의해 헌법재판소 사무차장에 임명되었다.